# Mecca (Indiana)
Mecca – miasto w Stanach Zjednoczonych, w stanie Indiana, w hrabstwie Parke.